# Amédée Armand
Amédée Armand (* 31. Mai 1807 in Marseille; † 18. Februar 1881 ebenda) war ein französischer Unternehmer.

## Leben
Amédée Armand war der Sohn von Camille Hélène Floret aus einer Toulouser Beamtenfamilie und Pierre Charles Armand, Wegbereiter der Dampfmühlen in Marseille.
Armand besuchte das Lycée Thiers und studierte Rechtswissenschaft an der Universität Aix-en-Provence. Er wurde dann zwar als Rechtsanwalt zugelassen, aber er folgte lieber den Geschäften seines Vaters. 1833 reiste er nach Sizilien im Auftrag von Soda-Fabrikanten, die den Schwefel-Markt stärker kontrollieren wollten.
Darauf interessierte Armand sich für die Montanindustrie, insbesondere für die Braunkohle, zumal er auch Geologie studiert hatte. Er studierte die Verlängerung des Braunkohlebeckens im Département Bouches-du-Rhône in Richtung von La Fare-les-Oliviers und Étang de Berre im unteren Teil des Arc-Beckens. In England lernte er die neuen Explorationstechniken kennen, um sie in seiner Heimatregion anwenden zu können. 1838 erwarb er eine Konzession für ein Gebiet bei Fuveau, und 1841 gründete er die Gesellschaft Charbon du rocher bleu. Zum Hochziehen der Wagen und Abpumpen des Grundwassers benutzte er Dampfmaschinen. Zur Verwertung des Braunkohle-Abfalls gründete er 1846 in Marseille eine Braunkohle-Brikettfabrik und beteiligte sich an der Gründung der Société des charbons agglomérés du sud-est.
1847 gründete Armand die Gesellschaft Les forges de la Capelette für die Herstellung von Rohren für Dampfkessel. Diese Gesellschaft fusionierte 1851 mit dem Werk Taylor de Menpenti in Marseille und der Werft in La Seyne-sur-Mer von Philip Taylor, woraus die Forges et Chantiers de la Méditerranée entstanden. Daneben war er Aufsichtsratsmitglied der Société marseillaise de crédit, der Société des raffineries de Saint Louis (später Saint Louis Sucre) und der Société immobilière marseillaise.
1854 ließ Armand zusammen mit seiner Schwester Eugénie Armand auf seinem Landsitz am Rande von Marseille einen achteckigen Turm bauen als Denkmal der Unbefleckten Empfängnis Marias, die Papst Pius IX. 1854 verkündet hatte. Der Turm wurde 1856 eingeweiht, und die Kapelle wurde von Eugen von Mazenod geweiht. 2001 wurde der Turm als Monument historique anerkannt. Auch finanzierte er mit seiner Schwester zahlreiche katholische Wohltätigkeitseinrichtungen.
Armand war Mitglied der Marseiller Handelskammer, deren Präsident er 1866–1873 war. Während dieser Zeit engagierte er sich für die Erweiterung der Häfen von Marseille. Auf seinen Vorschlag übernahm die Handelskammer die Verpflichtung, jedes Jahr eine große Wachskerze zu stiften zur Gedenkfeier in der Basilique du Sacré-Cœur de Marseille zum Gedenken an das Ende der Pest 1722 in Marseille.
Armand war kinderlos. Sein Erbe fiel an seinen Neffen Albert Armand.

## Ehrungen
- Großkomtur des Gregoriusordens
- Ritter der Ehrenlegion